# Václavské náměstí (Třebíč)
Václavské náměstí (od 50. let 20. stol. do r. 1991 náměstí Osvobození) je náměstí v Třebíči. Je pojmenováno podle svatého Václava.

## Geografie
Václavské náměstí se nachází v jižní části města na vrcholu kopce v části Horka-Domky. Severní část náměstí je fakticky čtvercová, kdy však středová část náměstí je tvaru trojúhelníku zužujícího se jižně, ten je pak napojen na kruhový objezd (dříve na složitou křižovatku). Jižně pak navazuje na trojúhelníkovou část náměstí na jih vedoucí ulice (dříve ulice Stojanova).

## Historie
Náměstí začalo vznikat na počátku 50. let 20. století, kdy však již v Městském a zastavovacím plánu pro roky 1930-1950 se s náměstím a na něj napojenou Stojanovou ulicí počítalo. V tu dobu se však uvažovalo také o pojmenování Revoluční náměstí. V praxi však náměstí začalo vznikat zástavbou bytových a rodinných domů právě na počátku 50. let 20. století., ty začaly zpočátku na východním okraji náměstí, tam také přiléhaly ulice Rašínova (později Marxova a po roce 1990 Zahradníčkova) a Hilbertova (pozdější Engelsova a po roce 1990 Demlova). Kolem roku 1953 byla postavena dřívější Střední všeobecně vzdělávací škola (zvaná také jedenáctiletka) a pozdější SPŠ stavební a v 21. století také ZŠ Václavské náměstí. V padesátých letech bylo náměstí pojmenováno jako "náměstí Osvobození", tak je uváděno až do roku 1991.
V roce 2015 byla složitá křižovatka změněna v kruhový objezd, to byla první část komplexní rekonstrukce náměstí. Druhá část měla původně proběhnout v roce 2023 a měly být rekonstruovány vozovky a severní trojúhelníková část náměstí, v roce 2023 však rekonstrukce neproběhla. Byla však provedena v roce 2024. Mimo jiné byl změněn povrch náměstí z dlažebních kostek na asfaltový povrch.

## Památky
- kaplička sv. Václava na severním okraji náměstí[9]
- sousoší Rodina před budovou školy[10]
- památník obětem komunistické totality[6]